# Kompolti
Kompolti (? – Colorado, USA, ?) magyar mérnök, a magyar honvédségnél utászőrnagy volt, az amerikai polgárháborúban Pomucz György vette maga mellé, s az erődítések terveit készítette el.

## Élete
Kompolti a magyar honvédségben szolgált utászőrnagyként, így a magyar szabadságharc bukása után neki is menekülnie kellett. Iowa államban, New Budán telepedett meg Újházy Lászlóval és családjával, Pomucz Györggyel, Takács Ferdinánddal, Zsarnai Pállal, Varga Ferenccel stb. Az amerikai polgárháború kezdetén Kompolti Pomucz Györggyel ment. Kompoltit nem vették fel a 15. iowai önkéntes gyalogezredbe szívbaja és járáshibája miatt, de megengedték neki, hogy mint polgári személy az ezreddel éljen. Kompolti Pomucz legjobb barátja volt, Pomucz mindent megosztott vele, még a takaróját is. Közös találmányuk volt a "Garibaldi-tea", amely forralt víz, gabonapálinka és barna cukor keveréke volt, jót tett ez tea, akadályozta a vérhas terjedését, amelyet a puszta talajvíztől könnyen meg lehetett kapni.
Kompolti az ezred igen használható embere lett, értett az erődítések terveinek készítéséhez, a hadosztály táborhelyeinek megerősítéséhez. 1862 augusztusában Bolivar (Tennessee) mellett állomásozott az ezred, amikor megbízta Ross tábornok Kompoltit a hadosztály új táborhelyének megerősítésével. Hadosztálybeli katonákkal, többedmagával végezte a tervek bemérését, amikor meglepték őket a déliek, a katonatársak hamar el tudtak futni, de Kompolti számára ez nem sikerült a gyenge lábai miatt, ráadásul ő mint polgári alkalmazott civilben volt, kémnek vélték a déliek, s alaposan megbotozták, sok mérföldnyire az ezredétől ellenséges területen hajították a földre. Az egyetlen ismerős helyre, New Budára vánszorgott, az úton zöld kukoricán élt és abból, amit a négerek adtak neki. Szerencsére egy német ismerőse ráakadt, s lovas kocsival hazavitte.
Később egy cég alkalmazásába került, amely a Colorado folyó hegyes vidékein végeztetett érckutatásokat. Kompolti sikeres kutatásokat végzett, a cég tulajdonosai bevették maguk közé. Egyik coloradoi kutatóútjára cégtársai is elkísérték, ekkor egy kiugró sziklapárkányról egy mély szakadékba zuhant, s szörnyet halt. A iowai szájhagyomány szerint a zuhanásban cégtársai is "segítettek" neki, hogy ne kelljen vele osztozni a hasznon. William W. Belknap, a 15. iowai önkéntes gyalogezred dandártábornoka az ezredéről írt könyvében méltatta azt a sok hasznos mérnöki tevékenységet, amelyet Kompolti végzett az ezredben. Ő jegyezte le Kompolti későbbi civil életében bekövetkezett "balesetével" kapcsolatos iowai szájhagyományt is.